# Валеріо Перентін
Валеріо Перентін (італ. Valerio Perentin, 12 липня 1909 — 7 січня 1998) — італійський академічний веслувальник.
Олімпійський чемпіон 1928 року в складі розпашної четвірки зі стерновим.
Чемпіон Європи 1929, 1932, 1933, 1934 років у складі розпашної четвірки зі стерновим, срібний призер 1930 року в складі розпашної четвірки зі стерновим.